# NGC 4884
NGC 4884 (ook: NGC 4889) is een elliptisch sterrenstelsel in het sterrenbeeld Hoofdhaar. Het hemelobject ligt 320 miljoen lichtjaar van de Aarde verwijderd en werd op 11 april 1785 ontdekt door de Duits-Britse astronoom William Herschel.
In het sterrenstelsel bevindt zich een superzwaar zwart gat. Het zwarte gat is ongeveer 5200 keer zo zwaar als het zwarte gat in de Melkweg. De diameter van het zwarte gat wordt geschat op 125,5 miljard kilometer.

## Synoniemen
- UGC 8110
- MCG 5-31-77
- ZWG 160.241
- DRCG 27-148
- PGC 44715